# Pauli Lehtosalo
Pauli Lehtosalo  (né  le 18 décembre 1910 à Vehkalahti et mort le 12 mars 1989) est un homme politique finlandais,. 

## Biographie
Pauli Lehtosalo est ministre de la Justice des gouvernements Miettunen I (14.7.1961 - 13.4.1962) et Sukselainen II (14.4.1961 - 14.7.1961).
Il est aussi ministre du Commerce et de l'Industrie des gouvernements Miettunen I (25.8.1961 - 13.4.1962) et Sukselainen II (29.9.1959 - 14.7.1961) ainsi que vice-ministre des Finances du gouvernement Sukselainen II (13.1.1959 - 14.4.1961).
Pauli Lehtosalo est aussi ministre de l'Agriculture du gouvernement Kuuskoski (26.4.1958 - 29.8.1958).